# 特塞拉裂谷
特塞拉裂谷是一个地质裂谷，位于大西洋亚速尔群岛以东，西起亚速尔三叉接合部位，东南至亚速尔-直布罗陀转换断层，是欧亚板块与非洲板块的分隔边界。以特塞拉岛而得名。